# Vermilion County Bobcats
Die Vermilion County Bobcats waren ein US-amerikanisches Eishockeyfranchise aus Danville, Illinois. Sie spielten in der 2.350 Plätze fassenden David S. Palmer Arena.

## Geschichte
Das Team wurde 2021 als Franchise der Southern Professional Hockey League gegründet, um die Lücke in der Stadt Danville im US-Bundesstaat Illinois zu füllen, die die Danville Dashers im Jahr 2020 nach ihrem Rückzug aus dem Spielbetrieb der Federal Prospects Hockey League hinterlassen hatten. Im März 2021 wurde bekannt, dass die Bobcats zur Saison 2021/22 als Expansionsteam in die SPHL aufgenommen werden.
Sportlich erlebte das Team in den folgenden zwei Spielzeiten eine äußerst erfolglose Zeit: In insgesamt 86 Ligaspielen gelangen lediglich neun Siege, womit die Bobcats als eines der sportlich schlechtesten Minor-League-Teams in die Geschichte eingingen. Am 5. Februar 2023 sollten die Bobcats das Heimspiel gegen die Quad City Storm bestreiten, doch die Gastgeber wurden schließlich aufgrund Nichterscheinens mit einer Forfait-Niederlage sanktioniert. Wenige Tage später wurde bekannt gegeben, dass das Franchise den Spielbetrieb mit sofortiger Wirkung einstellt.

## Saisonstatistik
Abkürzungen: GP = Spiele, W = Siege, L = Niederlagen, T = Unentschieden, OTL = Niederlagen nach Overtime SOL = Niederlagen nach Shootout, Pts = Punkte, GF = Erzielte Tore, GA = Gegentore
| Saison  | GP | W | L  | T | OTL | SOL | Pts | GF | GA  | Platz | Playoffs           |
| 2021/22 | 56 | 5 | 46 | — | 5   | –   | 15  | 83 | 267 | 11.   | nicht qualifiziert |
| 2022/23 | 30 | 4 | 24 | — | 2   | —   | 10  | 59 | 126 | 11.   | nicht qualifiziert |